# 菊水寺 (秩父市)

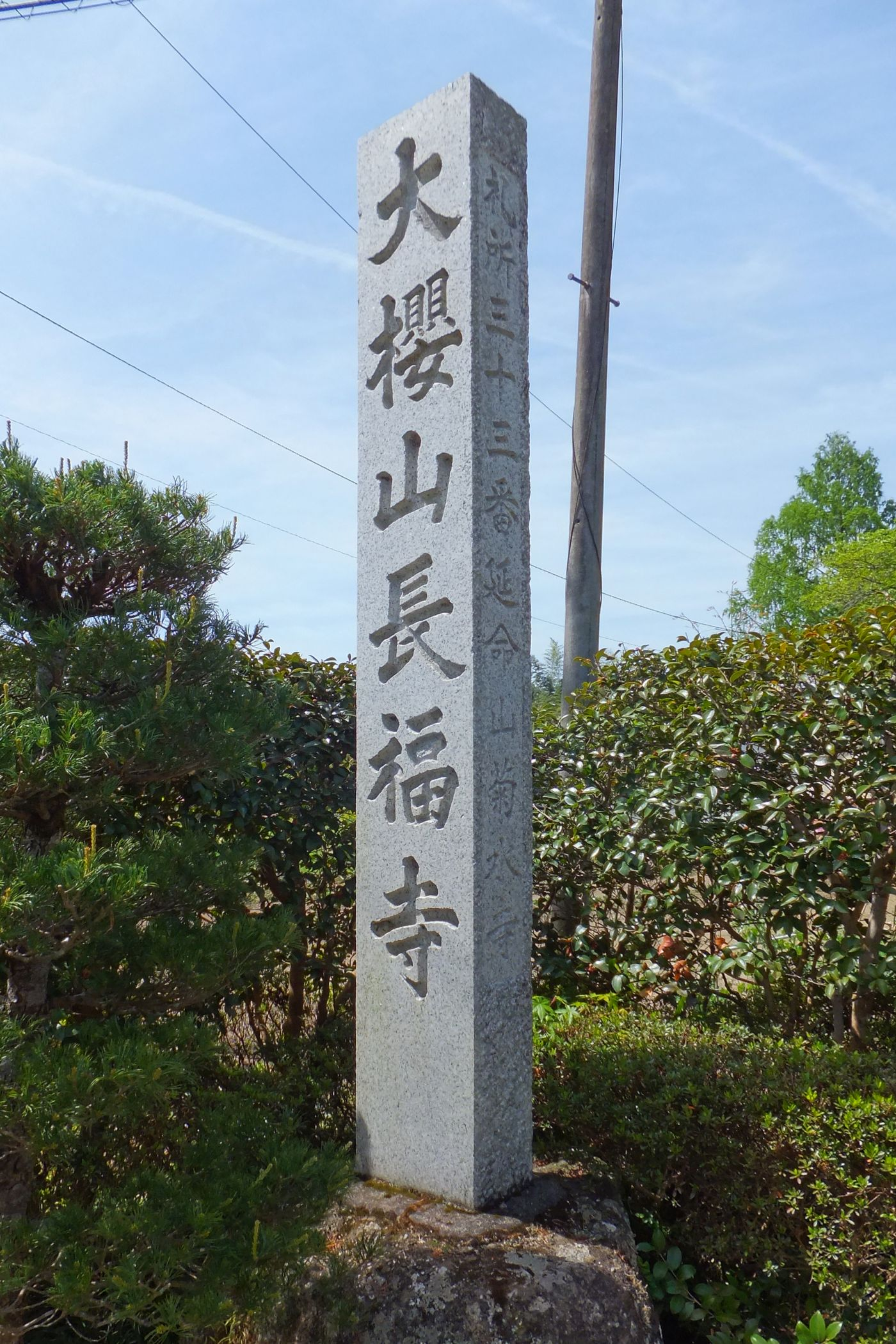
門前の寺標

菊水寺（きくすいじ）は、埼玉県秩父市にある曹洞宗の寺院。なお、当寺の本来の名称は「大桜山長福寺」であり、宗教法人名も「宗教法人長福寺」であるが、後述の歴史的背景により秩父札所としての「菊水寺」が著名になったことから、本項では「菊水寺」を用いることとする。
本尊真言：おん あろりきゃ そわか
ご詠歌：春や夏冬もさかりの菊水寺 秋をながめにおくる歳月

## 歴史
奈良時代、行基によって開山された。かつて近くの八人峠には8人の盗賊が住み着き、追い剥ぎをしていた。そこに、とある僧侶（行基）が通りかかった。盗賊たちは身ぐるみ剥がそうとしたが、僧侶の法力で金縛りにかけられ、そして七転八倒の苦しみを味わった。盗賊たちは、遂にこの僧侶に詫びを入れる羽目となった。僧侶は、「このまま悪行を続けるならば確実に地獄に落ちる。地獄の苦しみは今回の苦しみどころではない。」と彼らの非を説き、近くの「菊水」という霊泉の場所を教え、自ら彫った観音菩薩像を与えて立ち去った。以降、彼らは改心し、観音像を草庵に納め、真っ当な生涯を送ったという。これが「菊水寺」の起源である。
1569年（永禄12年）、武田氏と後北条氏の戦いにより全焼した。そのため、別当だった近くの「長福庵」という草庵に観音像を移した。1592年（文禄元年）、長山賢道によって「長福庵」から「長福寺」という寺に整備拡充された。
当寺には「子返しの図」という絵図がある。「子返し」とは間引きのことで、新生児を絞め殺す母親の姿を描き、その残虐性を広く知らしめることで、胎児や新生児を保護しようとした。奉納者は間引きの廃絶を説いた井上如常である。

## 文化財
- 菊水寺聖観音像（埼玉県指定有形文化財 昭和29年3月4日指定）[6]
- 菊水寺の子返しの図、孝行和讃の図（秩父市指定有形文化財 昭和55年7月7日指定）[7]
- 札所33番 延命山菊水寺（秩父市指定史跡 昭和45年9月24日指定）[4]

## 交通アクセス
- 皆野大塚ICより車13分。
- 西武秩父駅または秩父駅より西武観光バス
  - 「小鹿野車庫・栗尾ゆき」にて「泉田」下車 徒歩35分
  - 「吉田総合支所・吉田元気村ゆき」にて「吉田下橋」または「吉田仲町」下車 徒歩22分

## 前後の札所
秩父札所（江戸巡礼古道）
32 法性寺 -- (7.5km：松井田経由)-- 33 菊水寺 -- (15.6km：札立峠経由)-- 34 水潜寺